# Macrognathus aculeatus
Macrognathus aculeatus är en fiskart som först beskrevs av Bloch, 1786.  Macrognathus aculeatus ingår i släktet Macrognathus och familjen Mastacembelidae. Inga underarter finns listade i Catalogue of Life.